# Ayanda Gcaba
Ayanda Gcaba (Port Shepstone, 8 marzo 1986) è un calciatore sudafricano, difensore del Sinenkani.

## Carriera

### Club
Ha giocato nel campionato sudafricano.

### Nazionale
Ha esordito in nazionale nel 2012.